# Frühling und Herbst der Fünf Dynastien
Frühling und Herbst der Fünf Dynastien, das Wudai Chunqiu (chinesisch 五代春秋, Pinyin Wǔdài Chūnqiū), wurde in 2 Kapiteln verfasst von Yin Shu (尹洙). Es behandelt die Geschichte des chinesischen Kaiserreiches von 907 bis 960, also die Epoche der Wudai (五代), der Fünf Dynastien zwischen der Tang- (唐) und der Song-Dynastie (宋).

## Das Werk
Dieses Werk steht einerseits in der Tradition der Chunqiu-Gelehrsamkeit (春秋}), andererseits wird es unter die Pinselnotizen, die Biji (筆記}), gerechnet. So wurde es in die große Sammlung Pinselnotizen aller Dynastien aufgenommen, den Lidai biji xiaoshuo jicheng (歷代筆記小說集成}), und findet sich dort in Band 7 des Gesamtwerks bzw. in Band 4 der Songdai biji xiaoshuo (宋代筆記小說}), der Pinselnotizen der Song-Dynastie.

## Autor und Stil
Der Stil von Yin Shu (尹洙) ist einfach und antikisierend. In diesem Werk verwendet er z. B. nicht die zeitgenössischen Landesnamen, sondern die in der Zhanguo-Zeit (戰國) der Streitenden Reiche gebräuchlichen.

## Text
五代春秋卷上 宋河南尹洙師魯編 梁太祖 丁卯開平元年四月甲子。帝即位于汴州。戊辰改元。建汴州為東都。改京師為西都。五月李思安帥師及晉人戰於潞城。思安師敗績。 戊辰二年正月晋王克用薨。三月丙午。帝还东都。五月晋人救潞州。破夹城。遂攻泽州。六月戊申。淮南张灏弑其君渥。吴人诛张灏。秦人来寇雍州。同州刘知俊败秦师于幕谷。八月。晋人来侵晋州。九月丁丑。帝西征。次陕州。十月丁巳。帝还东都。楚人克朗州。弑雷彦恭。
Die Thronbesteigungen:
梁太祖 丁卯開平元年四月甲子。帝即位于汴州。 末帝 癸酉乾化三年二月。帝即位于東都。 後唐 莊宗神閔皇帝。 癸未同光元年四月己巳。帝即位于鄴都。 明宗仁德皇帝。 丙戌天成元年夏四月丙子。帝即位。 閔皇帝。 長興四年十二月癸亥朔。帝即位。 後唐末帝 甲午清泰元年四月庚午。帝即位。 晉高祖 丙申天福元年十一月。帝在太原宮降制改元。 少帝 壬庚天福七年六月乙丑。帝即位於鄴都。 漢高祖 丁未元年二月帝即位於太原。 隱帝 戊申元年二月辛巳。帝即位。 周高祖 辛亥廣順元年正月丁卯。帝即位。 世宗 甲庚顯德元年正月丙申。帝即位。 恭帝 己未顯德六年六月甲午。帝即位。

## Übersetzung
Frühling und Herbst der Fünf Dynastien
Verfasst von Yin Shu [alias] Shi Lu aus Henan in der Song-Zeit
Kapitel 1
Liang Taizu
Dingmao-Jahr:
1.Jahr der Regierungsdevise Kaiping:
4.Monat:
Jiazi-Tag:
Der Kaiser bestieg in Bianzhou den Thron.
Xuchen-Tag: Führte die [neue] Regierungsdevise [Kaiping] ein. Etablierte Bianzhou als Östliche Hauptstadt [Dongdu]. Benannte Jingshi um in Westliche Hauptstadt [Xidu].
5.Monat:
Li Sian schlug mit Truppen unter seinem Kommando bei Lucheng eine Schlacht gegen die Jin-er. [Li] Sians Truppen wurden vernichtend geschlagen.
Xuchen-Jahr:
2.Jahr [der Regierungsperiode Kaiping]:
1.Monat:
König Keyong von Jin verschied.
3.Monat:
Renshen-Tag:
Der Kaiser begab sich nach Xidu [, um von dort aus] einen Straffeldzug nach Luzhou anzutreten.
Dingchou-Tag:
Lagerte in / bei Zezhou.
Die Jin-er zogen ihre Truppen zurück.
4.Monat:
Bingwu-Tag:
Der Kaiser kehrte nach Dongdu zurück.
5.Monat:
Die Jin-er entsandten Hilfstruppen nach Luzhou, zerstörten Jiacheng und griffen anschließend Huaizhou an.